# Paracleistostoma
Paracleistostoma is een geslacht van kreeftachtigen uit de klasse van de Malacostraca (hogere kreeftachtigen).

## Soorten
- Paracleistostoma crassipilum Dai, Yang, Song & Chen, 1986
- Paracleistostoma depressum de Man, 1895
- Paracleistostoma eriophorum Nobili, 1903
- Paracleistostoma fossulum Barnard, 1955
- Paracleistostoma japonicum Sakai, 1934
- Paracleistostoma laciniatum Rahayu & Ng, 2003
- Paracleistostoma longimanum Tweedie, 1937
- Paracleistostoma quadratum Rahayu & Ng, 2003
- Paracleistostoma tomentosum Yang & Sun, 1993
- Paracleistostoma wardi (Rathbun, 1926)